# Metro popolare
I metri popolari sono forme metriche utilizzate soprattutto nel Duecento o nel Trecento dai giullari ma anche da poeti colti.

## Forme
Tra le forme popolari più conosciute vi sono:
- stornello: lo stornello è un tipo di poesia generalmente improvvisata molto semplice, d'argomento amoroso o satirico, affine alla filastrocca.
- caccia: tratta del tema della caccia in versi di vario tipo rimati liberamente con endecasillabi, settenari, versi minori.
- contrasto: componimento sotto forma di dialogo, di solito tra due innamorati ma anche tra altre persone (dal tono solitamente scherzoso-realistico), tra cose, come la rosa e la viola, tra entità spirituali come il vivo e il morto, la Vergine e il demonio. Nel contrasto le battute del dialogo vengono riprese dall'altro come replica e rinfaccio. Tipica nell'ambito realistico quello di Cielo d'Alcamo, nella poesia didattica del Nord quello di Bonvesin de la Riva tra la rosa e la viola, nella poesia religiosa quello di Jacopone da Todi tra il vivo e il morto.
- frottola (frocta: affastellamento di parole): componimento privo di schema metrico regolare, composto da versi lunghi e brevi, rima variabile, coppie monorime: aa, bb, cc, ecc.). Utilizzato molto nella poesia giullaresca, ma ripreso nel Quattrocento dal Angelo Poliziano e da Lorenzo il Magnifico.
- ottava: usata fin dal Duecento soprattutto nei poemi epico-cavallereschi viene spesso chiamata anche stanza ed è composta di versi endecasillabi, i primi sei a rima alternata, gli ultimi due a rima baciata: ABABABCC.
- strambotto: dalla fusione di  "strambo" o "strano" e "motto", è un componimento lirico popolare di origine siciliana, noto fin dai primi tempi della nostra letteratura. In origine forse indicò un componimento dal contenuto satirico; più tardi invece indicò un componimento in endecasillabi di 8 versi preferibilmente, ma anche di 6 e di 4, per lo più di argomento amoroso. Lo schema metrico fu molto vario a seconda dei tempi e delle regioni: ABABABAB = "ottava siciliana", rima alternata; AABBCCDD = "strambotto romagnolo", rima baciata; ABABCCDD = "rispetto toscano", rima alternata i primi 4 versi e rima baciata gli ultimi 4. Lo strambotto venne usato nella poesia popolare del Duecento e ripreso nel Quattrocento da poeti colti, come il Poliziano.
- tenzone: simile al contrasto. Si tratta solitamente di una disputa poetica in sonetti. Il primo propone il tema (la proposta), al quale gli altri rispondono per le rime, cioè ripropongono lo schema metrico del proponente. Questo tipo di metro fu molto usato nel Duecento e nel Trecento dai poeti siciliani e stilnovisti, ma venne anche adoperata nella poesia realistica, come "rinfaccio". Famosa la tenzone tra Dante e Forese Donati.